# Asian 5 Nations Division 1 2008
El Asian 5 Nations Division 1 de 2008 fue la sexta edición del torneo de segunda división organizado por la federación asiática (AR).
El campeonato se disputó en la ciudad de Tainan, Taiwán.

## Posiciones
| Pos. | Equipo       | Encuentros | Encuentros | Encuentros | Encuentros | Tantos  | Tantos    | Tantos     | Puntos |
| Pos. | Equipo       | jugados    | ganados    | empatados  | perdidos   | a favor | en contra | diferencia | Puntos |
| ---- | ------------ | ---------- | ---------- | ---------- | ---------- | ------- | --------- | ---------- | ------ |
| 1    | Singapur     | 2          | 1          | 1          | 0          | 43      | 42        | + 1        | 8      |
| 2    | China Taipéi | 2          | 1          | 0          | 1          | 57      | 46        | + 11       | 7      |
| 3    | Sri Lanka    | 2          | 0          | 1          | 1          | 43      | 55        | - 12       | 3      |
| 4    | China        | 0          | 0          | 0          | 0          | 0       | 0         | 0          | 0      |

### Resultados
| 11 de noviembre | Sri Lanka | 20 - 20 | Singapur |  |  |

| 11 de noviembre | China Taipéi | Cancelado | China |  |  |

| 13 de noviembre | Sri Lanka | Cancelado | China |  |  |

| 13 de noviembre | China Taipéi | 22 - 23 | Singapur |  |  |

| 15 de noviembre | Singapur | Cancelado | China |  |  |

| 15 de noviembre | China Taipéi | 35 - 23 | Sri Lanka |  |  |

| Bandera de Singapur               |
| Campeón de la División 1 Singapur |
| Cuarto título                     |